# Japón en los Juegos Paralímpicos de Sídney 2000
Japón estuvo representado en los Juegos Paralímpicos de Sídney 2000 por un total de 151 deportistas, 111 hombres y 40 mujeres.

## Medallistas
El equipo paralímpico japonés obtuvo las siguientes medallas:
| Nombre | Deporte                       | Evento                                           |
| --- | ----------------------------- | ------------------------------------------------ |
| Oro |                               |                                                  |
| Noriko Arai | Atletismo                     | 100 m T34 femenino                               |
| Kazuya Maeba | Atletismo                     | 400 m T34 masculino                              |
| Shigeo Yoshihara | Ciclismo en pista             | 1 km contrarreloj tándem clase abierta masculino |
| Mayumi Narita | Natación                      | 50 m espalda S4 femenino                         |
| Mayumi Narita | Natación                      | 50 m libre S4 femenino                           |
| Mayumi Narita | Natación                      | 100 m libre S4 femenino                          |
| Mayumi Narita | Natación                      | 200 m libre S4 femenino                          |
| Mayumi Narita | Natación                      | 150 m estilos SM4 femenino                       |
| Takako Fujita Sakuko Kato Mayumi Narita Erika Nara | Natación                      | 4 × 50 m libre (20 ptos.) femenino               |
| Junichi Kawai | Natación                      | 50 m libre S11 masculino                         |
| Yoshikazu Sakai | Natación                      | 100 m espalda S12 masculino                      |
| Junichi Kawai Yasuharu Chujo Yoshikazu Sakai Koshiro Sugita | Natación                      | 4 × 100 m estilos S11-13 masculino               |
| Satoshi Fujimoto | Yudo                          | –66 kg masculino                                 |
| Plata |                               |                                                  |
| Teruyo Tanaka | Atletismo                     | 200 m T52 femenino                               |
| Teruyo Tanaka | Atletismo                     | 800 m T52 femenino                               |
| Teruyo Tanaka | Atletismo                     | 1500 m T52 femenino                              |
| Noriko Arai | Atletismo                     | 200 m T34 femenino                               |
| Kazu Hatanaka | Atletismo                     | Maratón T54 femenino                             |
| Kazumi Sakai | Atletismo                     | Salto de altura F20 femenino                     |
| Kazuya Maeba | Atletismo                     | 200 m T34 masculino                              |
| Jun Hiromichi | Atletismo                     | 800 m T53 masculino                              |
| Takefumi Anryo | Atletismo                     | Maza F51 masculino                               |
| Koichi Takada Shigeki Yano Tadashi Hoshino Koji Saito | Atletismo                     | 4 × 100 m T13 masculino                          |
| Shigeo Yoshihara | Ciclismo en pista             | Velocidad tándem clase abierta masculino         |
| Mayumi Narita | Natación                      | 50 m braza SB3 femenino                          |
| Junichi Kawai | Natación                      | 100 m espalda S11 masculino                      |
| Junichi Kawai | Natación                      | 100 m libre S11 masculino                        |
| Junichi Kawai | Natación                      | 200 m estilos SM11 masculino                     |
| Yoshikazu Sakai | Natación                      | 100 m libre S12 masculino                        |
| Satoko Fujiwara | Tenis de mesa                 | Individual 3 femenino                            |
| Bronce |                               |                                                  |
| Miki Yoda | Atletismo                     | 200 m T52 femenino                               |
| Miki Yoda | Atletismo                     | 400 m T52 femenino                               |
| Wakako Tsuchida | Atletismo                     | Maratón T54 femenino                             |
| Kazuya Maeba | Atletismo                     | 100 m T34 masculino                              |
| Mineho Ozaki | Atletismo                     | Jabalina F11 masculino                           |
| Naoko Hiromichi Sayuri Horikawa Rie Kawakami Megumi Mashiko Sachiko Minamikawa Junko Sako Tomoe Soeda Mika Takabayashi Hiromi Tomori Kyoko Tsukamoto Chika Uemura Kyoko Yashima | Baloncesto en silla de ruedas | Torneo femenino                                  |
| Yoshikazu Sakai | Natación                      | 100 m mariposa S12 masculino                     |
| Yasuko Kudo | Tenis de mesa                 | Individual 10 femenino                           |
| Naomi Isozaki Hifumi Suzuki Masako Yonezawa | Tiro con arco                 | Equipo clase abierta femenino                    |
| Yoshikazu Matsumoto | Yudo                          | –100 kg masculino                                |
| Eiji Miyauchi | Yudo                          | +100 kg masculino                                |